# Monotrematum sudamericanum
Genre
Espèce
Synonymes
- † Obdurodon sudamericanum

Monotrematum sudamericanum est une espèce éteinte de mammifères ovipares de la famille de l'ornithorynque qui a vécu au cours du Paléocène, il y a environ 60 Ma (millions d'années) en Patagonie. 
Il s'agit du seul ornithorynque non-australien connu,.

## Caractéristiques
Monotrematum sudamericanum a une denture caractérisée par trois molaires : deux inférieures et une supérieure. Celles-ci sont deux fois plus grosses que celles des autres ornithorynques. Ces dents sont conservées au musée de La Plata (en) et au museo Paleontològico Egidio Feruglio, en Argentine.
Monotrematum sudamericanum est, selon certains auteurs, rattaché au genre Obdurodon sous le nom Obdurodon sudamericanum.

## Fiche
- Découvert en 1992 par Rosendo Pascual, Michael Archer, E. O. Juareguizar, J. L. Prado, H. Godthelp, et S. J. Hand, à Punta Peligro, Argentine[1].
- Habitat : Patagonie.
- Époque : Paléocène inférieur (environ 60 millions d'années)